# 20e cérémonie des Golden Globes
La 20e cérémonie des Golden Globes a eu lieu le 5 mars 1963, récompensant les films et séries diffusés en 1962 et les professionnels s'étant distingués cette année-là.

## Palmarès
Les lauréats sont indiqués ci-dessous en premier de chaque catégorie et en caractères gras.

### Cinéma

#### Meilleur film dramatique
- Lawrence d'Arabie (Lawrence of Arabia)
  - Les Liaisons coupables (The Chapman Report)
  - Le Jour du vin et des roses (Days of Wine and Roses)
  - Freud, passions secrètes (Freud)
  - Aventures de jeunesse (Hemingway's Adventures of a Young Man)
  - L'Inspecteur (The Inspector)
  - Le Jour le plus long (The Longest Day)
  - Miracle en Alabama (The Miracle Worker)
  - Les Révoltés du Bounty (Mutiny on the Bounty)
  - Du silence et des ombres (To Kill a Mockingbird)

#### Meilleur film de comédie
- Un soupçon de vison (That Touch of Mink)
  - Le Meilleur Ennemi (The Best of Enemies)
  - Garçonnière pour quatre (Boys' Night Out)
  - Un mari en laisse (If a Man Answers)
  - L'École des jeunes mariés (Period of Adjustment)

#### Meilleur film musical
- The Music Man
  - La Plus Belle Fille du monde (Billy Rose's Jumbo)
  - Des filles... encore des filles (Girls! Girls! Girls!)
  - Gypsy, Vénus de Broadway (Gypsy)
  - Les Amours enchantées (The Wonderful World of the Brothers Grimm)

#### Meilleur réalisateur
- David Lean pour Lawrence d'Arabie (Lawrence of Arabia)
  - George Cukor pour Les Liaisons coupables (The Chapman Report)
  - Blake Edwards pour Le Jour le plus long (The Longest Day)
  - John Huston pour Freud, passions secrètes (Freud)
  - Mervyn LeRoy pour Gypsy, Vénus de Broadway (Gypsy)
  - Martin Ritt pour Aventures de jeunesse (Hemingway's Adventures of a Young Man)
  - Ismael Rodríguez pour Los hermanos Del Hierro
  - Stanley Kubrick pour Lolita
  - John Frankenheimer pour Un crime dans la tête (The Manchurian Candidate)
  - Morton DaCosta pour The Music Man
  - Robert Mulligan pour Du silence et des ombres (To Kill a Mockingbird)

#### Meilleur acteur dans un film dramatique
- Gregory Peck pour le rôle d'Atticus Finch dans Du silence et des ombres (To Kill a Mockingbird)
  - Bobby Darin pour le rôle du malade dans Pressure Point
  - Jackie Gleason pour le rôle de Gigot dans Gigot, le clochard de Belleville (Gigot)
  - Laurence Harvey pour le rôle de Wilhelm Grimm dans Les Amours enchantées (The Wonderful World of the Brothers Grimm)
  - Burt Lancaster pour le rôle de Robert Franklin Stroud dans Le Prisonnier d'Alcatraz (Birdman of Alcatraz)
  - Jack Lemmon pour le rôle de Joe Clay dans Le Jour du vin et des roses (Days of Wine and Roses)
  - James Mason pour le rôle d'Humbert Humbert dans Lolita
  - Paul Newman pour le rôle de Chance Wayne dans Doux oiseau de jeunesse (Sweet Bird of Youth)
  - Peter O'Toole pour le rôle de Thomas Edward Lawrence dans Lawrence d'Arabie (Lawrence of Arabia)
  - Anthony Quinn pour le rôle d'Auda ibu Tayi dans Lawrence d'Arabie (Lawrence of Arabia)

#### Meilleure actrice dans un film dramatique
- Geraldine Page pour le rôle d'Alexandra Del Lago dans Doux oiseau de jeunesse (Sweet Bird of Youth)
  - Anne Bancroft pour le rôle d'Anne Sullivan dans Miracle en Alabama (The Miracle Worker)
  - Bette Davis pour le rôle de Baby Jane Hudson dans Qu'est-il arrivé à Baby Jane ? (What Ever Happened to Baby Jane?)
  - Susannah York pour le rôle de Cecily Koertner dans Freud, passions secrètes (Freud)
  - Katharine Hepburn pour le rôle de Mary Tyrone dans Long voyage vers la nuit (Long Day's Journey Into Night)
  - Glynis Johns pour le rôle de Teresa Harnish dans Les Liaisons coupables (The Chapman Report)
  - Melina Mercouri pour le rôle de Phèdre dans Phaedra
  - Lee Remick pour le rôle de Kirsten Arnesen Clay dans Le Jour du vin et des roses (Days of Wine and Roses)
  - Susan Strasberg pour le rôle de Rosanna dans Aventures de jeunesse (Hemingway's Adventures of a Young Man)
  - Shelley Winters pour le rôle de Charlotte Haze dans Lolita

#### Meilleur acteur dans un film musical ou une comédie
- Marcello Mastroianni pour le rôle de Ferdinando Cefalù dans Divorce à l'italienne (Divorzio all'italiana)
  - Alberto Sordi pour le rôle du Capitaine Blasi dans Le Meilleur Ennemi (The Best of Enemies)
  - Stephen Boyd pour le rôle de Sam Rawlins dans La Plus Belle Fille du monde (Billy Rose's Jumbo)
  - Jimmy Durante pour le rôle d'Anthony 'Pop' Wonder dans La Plus Belle Fille du monde (Billy Rose's Jumbo)
  - Cary Grant pour le rôle de Philip Shayne dans Un soupçon de vison (That Touch of Mink)
  - Charlton Heston pour le rôle du Capt. Paul MacDougall/Benny the Snatch/Narrateur dans Le Pigeon qui sauva Rome (The Pigeon That Took Rome)
  - Karl Malden pour le rôle d'Herbie Sommers dans Gypsy, Vénus de Broadway (Gypsy)
  - Robert Preston pour le rôle d'Harold Hill dans The Music Man
  - James Stewart pour le rôle de Roger Hobbs dans M. Hobbs prend des vacances (Mr. Hobbs Takes a Vacation)

#### Meilleure actrice dans un film musical ou une comédie
La récompense avait déjà été décernée.
- Rosalind Russell pour le rôle de Rose Hovick dans Gypsy, Vénus de Broadway (Gypsy)
  - Shirley Jones pour le rôle de Marian Paroo dans The Music Man
  - Jane Fonda pour le rôle d'Isabel Haverstick dans L'École des jeunes mariés (Period of Adjustment)
  - Doris Day pour le rôle de Kitty Wonder dans La Plus Belle Fille du monde (Billy Rose's Jumbo)
  - Natalie Wood pour le rôle de Louise 'Gypsy Rose Lee' Hovick dans Gypsy, Vénus de Broadway (Gypsy)

#### Meilleur acteur dans un second rôle
- Omar Sharif pour le rôle du chérif Ali ibn el Kharish dans Lawrence d'Arabie (Lawrence of Arabia)
  - Telly Savalas pour le rôle de Feto Gomez dans Le Prisonnier d'Alcatraz (Birdman of Alcatraz)
  - Harold J. Stone pour le rôle de Frank Garnell dans Les Liaisons coupables (The Chapman Report)
  - Ross Martin pour le rôle de Garland "Red" Lynch dans Allô, brigade spéciale (Experiment in Terror)
  - Paul Newman pour le rôle du guerrier dans Aventures de jeunesse (Hemingway's Adventures of a Young Man)
  - Cesar Romero pour le rôle de Robert Swan / Adam Wright dans Un mari en laisse (If a Man Answers)
  - Peter Sellers pour le rôle de Clare Quilty / Dr Zempf dans Lolita
  - Harry Guardino pour le rôle du Sgt. Joseph Contini dans Le Pigeon qui sauva Rome (The Pigeon That Took Rome)
  - Ed Begley pour le rôle de 'Boss' Finley dans Doux oiseau de jeunesse (Sweet Bird of Youth)
  - Victor Buono pour le rôle d'Edwin Flagg dans Qu'est-il arrivé à Baby Jane ? (What Ever Happened to Baby Jane?)

#### Meilleure actrice dans un second rôle
- Angela Lansbury pour le rôle de Mrs. Iselin dans Un crime dans la tête (The Manchurian Candidate)
  - Martha Raye pour le rôle de Lulu dans La Plus Belle Fille du monde (Billy Rose's Jumbo)
  - Susan Kohner pour le rôle de Martha Freud dans Freud, passions secrètes (Freud)
  - Jessica Tandy pour le rôle de Mrs. Adams dans Aventures de jeunesse (Hemingway's Adventures of a Young Man)
  - Kaye Stevens pour le rôle de Nurse Didi Loomis dans The Interns
  - Patty Duke pour le rôle d'Helen Keller dans Miracle en Alabama (The Miracle Worker)
  - Hermione Gingold pour le rôle d'Eulalie Mackechnie Shinn dans The Music Man
  - Tarita pour le rôle de Maimiti dans Les Révoltés du Bounty (Mutiny on the Bounty)
  - Gabriella Pallotta pour le rôle de Rosalba Massimo dans Le Pigeon qui sauva Rome (The Pigeon That Took Rome)
  - Shirley Knight pour le rôle d'Heavenly Finley dans Doux oiseau de jeunesse (Sweet Bird of Youth)

#### Meilleure photographie
La récompense avait déjà été décernée.
Noir et blanc
- Le Jour le plus long (The Longest Day) – Henri Persin, Walter Wottitz et Jean Bourgoin

Couleur
- Lawrence d'Arabie (Lawrence of Arabia) – Freddie Young

#### Meilleure musique de film
- Du silence et des ombres (To Kill a Mockingbird) – Elmer Bernstein
  - Lawrence d'Arabie (Lawrence of Arabia) – Maurice Jarre
  - The Music Man – Meredith Willson
  - Les Révoltés du Bounty (Mutiny on the Bounty) – Bronislau Kaper
  - Taras Bulba – Franz Waxman

#### Golden Globe de la révélation masculine de l'année
La récompense avait déjà été décernée. (ex aequo)
- Terence Stamp pour le rôle de Billy Budd dans Billy Budd
- Keir Dullea pour le rôle de David Clemens dans David et Lisa (David and Lisa)
- Omar Sharif pour le rôle du chérif Ali ibn el Kharish dans Lawrence d'Arabie (Lawrence of Arabia)
- Peter O'Toole pour le rôle de Thomas Edward Lawrence dans Lawrence d'Arabie (Lawrence of Arabia)
  - Paul Wallace pour le rôle de Tulsa No. 2 dans Gypsy, Vénus de Broadway (Gypsy)

#### Golden Globe de la révélation féminine de l'année
La récompense avait déjà été décernée.
- Sue Lyon pour le rôle de Dolores 'Lolita' Haze dans Lolita
- Patty Duke pour le rôle d'Helen Keller dans Miracle en Alabama (The Miracle Worker)
- Rita Tushingham pour le rôle de Jo dans Un goût de miel (A Taste Of Honey)
  - Daliah Lavi pour le rôle de Veronica dans Quinze jours ailleurs (Two Weeks In Another Town)
  - Janet Margolin pour le rôle de Lisa Brandt dans David et Lisa (David and Lisa)
  - Suzanne Pleshette pour le rôle de Prudence Bell dans Amours à l'italienne (Rome Adventure)

### Télévision
Note : le symbole « ♕ » rappelle le gagnant de l'année précédente (si nomination).

#### Meilleure série dramatique
- Les Accusés (The Defenders)

#### Meilleure série musicale et comique
La récompense avait déjà été décernée.
- Comique : Monsieur Ed, le cheval qui parle (Mister Ed)
- Musicale : The Dick Powell Show (en)

#### Meilleur programme télévisé
La récompense avait déjà été décernée.
- The Dick Powell Show (en)

#### Meilleur producteur ou réalisateur de télévision
La récompense avait déjà été décernée.
- Rod Serling pour La Quatrième Dimension (The Twilight Zone)

#### Meilleur acteur dans une série télévisée
La récompense avait déjà été décernée.
- Richard Chamberlain pour le rôle du Dr James Kildare dans Le Jeune Docteur Kildare (Doctor Kildare)

#### Meilleure actrice dans une série télévisée
La récompense avait déjà été décernée.
- Donna Reed pour le rôle de Donna Stone dans The Donna Reed Show

### Spéciales

#### Cecil B. DeMille Award
- Bob Hope

#### Miss Golden Globe
Nouvelle catégorie
- Eva Six (Cinéma)
- Donna Douglas (Télévision)

#### Henrietta Award
Récompensant un acteur et une actrice.
La récompense avait déjà été décernée.
- Doris Day
- Rock Hudson

#### Special Achievement Award
La récompense avait déjà été décernée.
- Nat 'King' Cole[2]

#### Golden Globe de la meilleure promotion pour l'entente internationale
La récompense avait déjà été décernée.
- Du silence et des ombres (To Kill a Mockingbird) – Robert Mulligan
  - Le Meilleur Ennemi (The Best Of Enemies) – Guy Hamilton
  - The Interns – David Swift

#### Samuel Goldwyn International Award
Récompensant un film étranger.
La récompense avait déjà été décernée.
- Divorce à l'italienne (Divorzio all'italiana)  •  Italie
  - Les Dimanches de Ville d'Avray •  France
  - Boccace 70 (Boccaccio '70) •  France /  Italie
  - Le Meilleur Ennemi (The Best of Enemies) •  États-Unis /  Italie
  - The Brothers •  Mexique
  - Un goût de miel (A Taste Of Honey) •  Royaume-Uni